# Катастрофа Boeing 737 под Афинами
Катастрофа Boeing 737 под Афинами — крупная авиационная катастрофа, произошедшая в воскресенье 14 августа 2005 года. Авиалайнер Boeing 737-31S авиакомпании Helios Airways совершал плановый рейс HCY522 по маршруту Ларнака—Афины—Прага, но через 17 минут после взлёта перестал выходить на связь. На его поиски были посланы два истребителя F-16 ВВС Греции, которые нашли самолёт, но он не отвечал на их сообщения. В итоге, выработав авиатопливо, лайнер врезался в гору в 2 километрах от селения Грамматико и в 40 километрах к северу от Афин. Погибли все находившиеся на его борту 121 человек — 115 пассажиров и 6 членов экипажа.
Катастрофа рейса 522 стала крупнейшей авиакатастрофой в истории Греции и кипрской авиации.

## Самолёт
Boeing 737-31S (регистрационный номер 5B-DBY, заводской 29099, серийный 2982) был выпущен в 1997 году (первый полёт совершил 27 декабря). 29 декабря того же года был передан авиакомпании Deutsche BA (борт D-ADBQ). 16 апреля 2004 года был куплен авиакомпанией Helios Airways, в которой получил бортовой номер 5B-DBY и имя Olympia. Оснащён двумя турбовентиляторными двигателями CFM International CFM56-3C1. На день катастрофы 7-летний авиалайнер совершил 16 085 циклов «взлёт-посадка» и налетал свыше 17 900 часов.

## Экипаж и пассажиры
Самолётом управлял опытный экипаж, состав которого был таким:
- Командир воздушного судна (КВС) — 58-летний Ханс-Юрген Мертен (нем. Hans-Jürgen Merten), немец. Очень опытный пилот, проработал в авиакомпании Helios Airways с мая по октябрь 2004 года и с мая 2005 года (в перерыве работал в авиакомпаниях Travel Service Airlines и Channel Express). Управлял самолётами Ан-2 (в лётной школе), Ил-14 (в лётной школе), Ан-24 (второй пилот) и Ту-134 (сначала второй пилот, потом КВС). В должности командира Boeing 737 — с марта 2002 года. Налетал свыше 16 900 часов, свыше 5500 из них на Boeing 737.
- Второй пилот — 51-летний Пампос Хараламбус (греч. Πάμπος Χαραλάμπους), грек. Опытный пилот, проработал в авиакомпании Helios Airways 5 лет и 4 месяца (с апреля 2000 года). Управлял самолётами McDonnell Douglas DC-9, Lockheed L-188 Electra, Airbus A300 и Boeing 737 (все в должности второго пилота). Налетал 7549 часов, 3991 из них на Boeing 737.

В салоне самолёта работали четверо бортпроводников:
- Луиза Вутери (греч. Λουΐζα Βουτέρη), 32 года — старший бортпроводник.
- Андреас Продрому (греч. Ανδρέας Προδρόμου), 25 лет. Кроме того, у него был британский диплом пилота коммерческих авиалиний.
- Харис Хараламбус (греч. Χάρις Χαραλάμπους), 25 лет. Она была девушкой Андреаса Продрому.
- Меропи Софоклеус (греч. Μερόπη Σοφοκλέους), 25 лет[3][4].

| Гражданство | Пассажиры | Экипаж | Всего |
| ----------- | --------- | ------ | ----- |
| Кипр        | 103       | 4      | 107   |
| Германия    | 0         | 1      | 1     |
| Греция      | 12        | 1      | 13    |
| Всего       | 115       | 6      | 121   |

Всего на борту самолёта был 121 человек — 6 членов экипажа и 115 пассажиров.

## Хронология событий

Схема полёта рейса 522

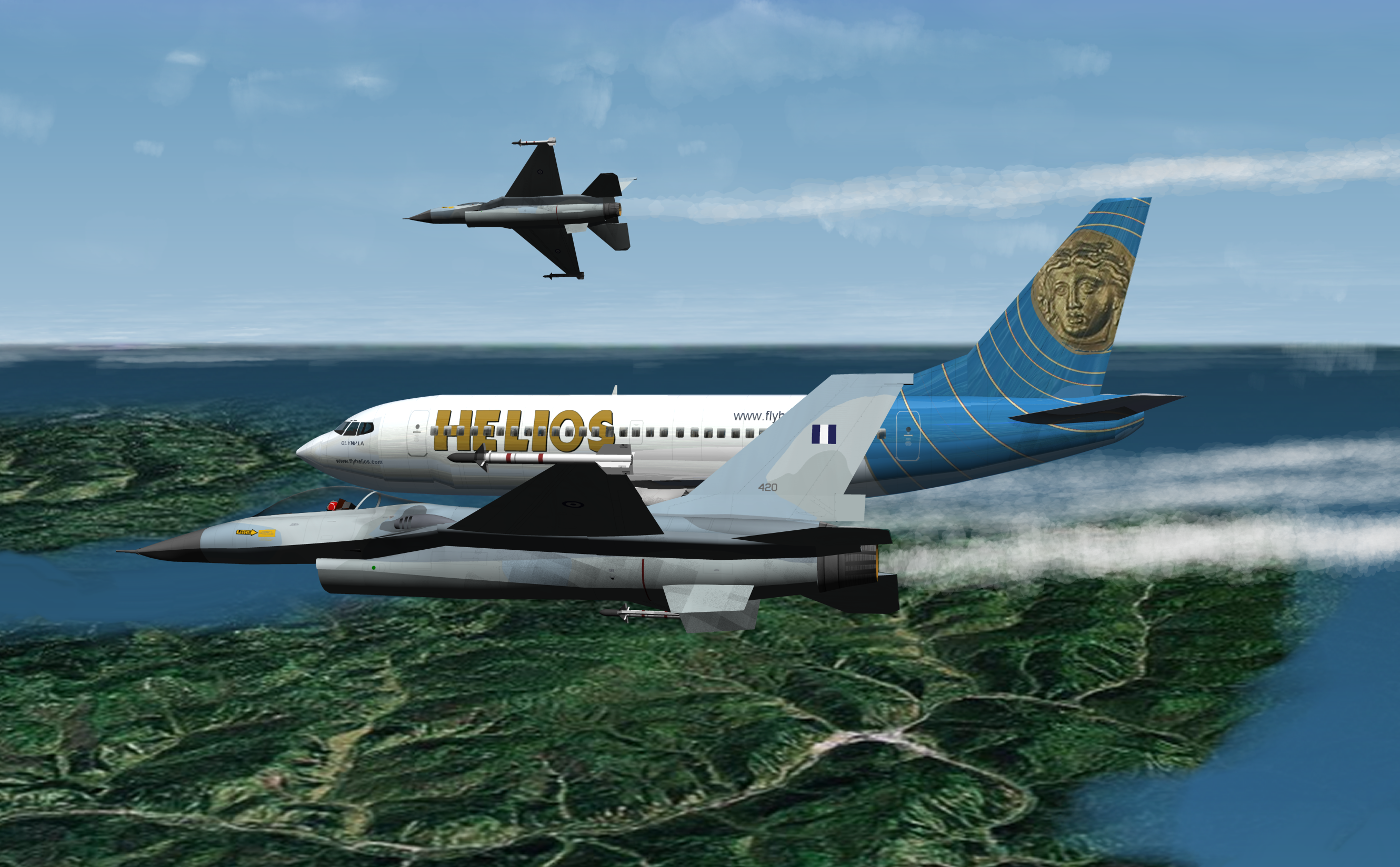
Компьютерная реконструкция сопровождения рейса 522 истребителями F-16 ВВС Греции

В 09:07 рейс HCY522 вылетел из аэропорта Ларнаки на Кипре.
В 09:11 КВС доложил диспетчеру о неисправности системы кондиционирования.
В 09:15 бортовой самописец зафиксировал звуковой сигнал тревоги.
В 09:16 последние переговоры экипажа с землёй.
В 09:24 рейс HCY522 летит на эшелоне FL340 (10 350 метров).
С 09:37 до 10:07 лайнер вошёл в зону ответственности афинских диспетчеров, не отвечая на вызовы с земли.
В 10:16 диспетчер оповестил руководителя полётов о невозможности установить связь с экипажем, тот в свою очередь оповестил контролирующие органы и военных.
В 10:20 лайнер прошёл VOR KEA и выполнил (под управлением автопилота) манёвры, которые в горизонтальной плоскости соответствуют схеме захода на посадку на ВПП № 03L аэропорта Элефтериос Венизелос в Афинах, но при этом остался на эшелоне FL340.
В 10:29 рейс 522 пролетел над аэропортом и выполнил манёвр, соответствующий прерванному заходу на посадку по схеме, направляясь к VOR KEA, после чего занял установленную зону ожидания.
В 10:45, согласно расписанию, рейс HCY522 должен был прибыть в Афины.
В 11:05 в воздух поднялись два истребителя-перехватчика F-16 ВВС Греции.
В 11:23 состоялся первый визуальный контакт перехватчиков с рейсом 522. Место командира пусто, а второй пилот, вероятно, находится в бессознательном состоянии.
Приблизительно в 11:49 в кабине пилотов рейса 522 на месте командира был замечен человек, пытавшийся взять управление самолётом на себя. Как позже выяснилось, на высоте около 11 000 метров за штурвал рейса 522 сел бортпроводник Андреас Продрому. Он не потерял сознание, потому что успел воспользоваться кислородными баллонами.
В 11:49:50, выработав авиатопливо, остановился двигатель №1 (левый). Лайнер резко развернулся влево и полетел в северном направлении.
С 11:50 по 11:54 Продрому не ответил ни на одну из попыток пилота F-16 привлечь его внимание, рейс HCY522 летит в северо-западном направлении. Истребители F-16 следуют за ним и держатся на расстоянии, опасаясь возможных манёвров рейса 522. Когда пилот F-16 приблизился к рейсу 522, он увидел верхнюю часть тела Продрому, сидящего в кресле командира и держащего руки на штурвале (становится очевидным, что он без кислородной маски и неподвижен).
В 11:54:18 речевой самописец зафиксировал следующее сообщение от Андреаса Продрому: Mayday, mayday, mayday, это рейс 522 авиалиний Helios Airways Афины… [неразборчивое слово]. Спустя несколько секунд фиксируется фраза Mayday, mayday…, произнесённая очень тихим голосом.
С 11:54 по 11:59 рейс 522 снизился приблизительно до 2000 метров. Продрому дал знать, что заметил присутствие F-16, и делает движение рукой. Пилот F-16 показывает рукой следовать за ним в аэропорт. Андреас отвечает, но не следует за F-16.
В 11:59:20 рейс 522 развернулся в юго-западном направлении, при этом продолжая снижаться.
В 11:59:47, согласно данным бортовых самописцев, на высоте 2159 метров остановился двигатель №2 (правый). Лайнер продолжил неуправляемое снижение.
В 12:03:32 рейс HCY522 брюхом врезается в холм, подпрыгивает от удара на несколько метров, переходит в снижение и пластом врезается в склон горы в 2 километрах от селения Грамматико приблизительно в 40 километрах к северо-западу от аэропорта Элефтериос Венизелос и полностью разрушается. Все 121 человек на его борту погибают.

## Реакция
- На Кипре был объявлен трёхдневный траур[5].
- Авиакомпания Helios Airways в знак уважения к пассажирам и экипажу рейса 522 сменила номер рейса Ларнака—Афины—Прага с HCY522 на HCY604[источник не указан 2194 дня].

## Расследование
Расследование причин катастрофы рейса HCY522 проводил греческий Совет по безопасности перевозок и расследованию авиационных происшествий (AAIASB).
Как выяснилось в ходе расследования, причиной авиакатастрофы стала небрежность инженеров авиакомпании Helios Airways, которые после наземных испытаний салона самолёта на герметичность не переключили тумблер, регулирующий давление в кабине, в автоматический режим. Впрочем, обвинения в халатности звучали и в сторону греческих авиадиспетчеров, которые, обнаружив рейс 522 на экранах радаров, не попытались установить связь с экипажем; тем самым авиадиспетчеры нарушили правила безопасности воздушного движения, утверждали авиаэксперты. В авиакатастрофе пытались обвинить и изготовителей самолёта, которые, несмотря на похожие инциденты разгерметизации салона в этой модели, так и не устранили недостатки.
Также выяснилось, что у борта 5B-DBY и до этого имелись проблемы с герметизацией. Авиакомпания Helios Airways на своём официальном сайте признала: ещё в 2004 году у этого самолёта возникали технические неполадки подобного рода. Лайнер проходил проверку, но специалисты сказали, что «он в полном порядке». Однако в ходе следствия выяснилось, что пассажиры борта 5B-DBY уже не раз жаловались сотрудникам авиакомпании, что в самолёте холодно. И официальные обвинения в итоге были предъявлены руководству и сотрудникам наземных служб авиакомпании Helios Airways, позволившим неисправному самолёту подняться в воздух.
Окончательный отчёт расследования был опубликован 4 октября 2006 года.

## Суд
После разбирательств и апелляций в судах разных инстанций на Кипре и в Греции, 20 апреля 2012 года четыре бывших сотрудника авиакомпании Helios Airways (обанкротившейся в 2006 году) — исполнительный директор Димитрис Пантазис (греч. Δημήτρης Πανταζής), управляющий полётами Йоргос Киккидис (греч. Γιώργος Κικκίδης), шеф-пилот Янко Стойменов (болг. Янко Стоименов) и главный инженер Алан Ирвин (англ. Alan Irwin) — были признаны афинским судом виновными в причинении смерти по неосторожности и приговорены к 10 годам лишения свободы.

## Культурные аспекты
Катастрофа рейса 522 Helios Airways показана в 4-м сезоне канадского документального телесериала «Расследования авиакатастроф» в серии «Самолёт-призрак».

### Комментарии
1. ↑  Здесь и далее указано Восточноевропейское время — EEST
2. ↑  У него был британский диплом пилота коммерческих авиалиний
3. ↑  Продрому, предположительно, тоже потерял сознание